# Hårbröstad barbett
Hårbröstad barbett (Tricholaema hirsuta) är en fågel i familjen afrikanska barbetter inom ordningen hackspettartade fåglar.

## Utbredning och systematik
Hårbröstad barbett delas in i fyra underarter:
- Tricholaema hirsuta hirsuta – förekommer från Sierra Leone till södra och centrala Nigeria
- flavipuncta-gruppen:
  - Tricholaema hirsuta flavipunctata – förekommer från sydöstra Nigeria och Kamerun till norra och centrala Gabon
  - Tricholaema hirsuta angolensis – förekommer från södra Gabon till södra Kongo-Kinshasa, södra Kongo-Brazzaville och nordvästra Angola
  - Tricholaema hirsuta ansorgii – förekommer från sydöstra Kamerun till östra Kongo-Kinshasa, Uganda, västra Kenya och nordvästra Tanzania

## Status och hot
Arten har ett stort utbredningsområde, men tros minska i antal, dock inte tillräckligt kraftigt för att den ska betraktas som hotad. Internationella naturvårdsunionen IUCN listar arten som livskraftig (LC).